# Chaligny
Chaligny is een gemeente in het Franse departement Meurthe-et-Moselle (regio Grand Est). De plaats maakt deel uit van het arrondissement Nancy. Chaligny telde op 1 januari 2022 2.756 inwoners.

## Geografie
De oppervlakte van Chaligny bedroeg op 1 januari 2022 13,32 vierkante kilometer; de bevolkingsdichtheid was toen 206,9 inwoners per km². 
Chaligny ligt vrijwel aan de Moezel. In de gemeente ligt het bosgebied Forêt de Haye, dat meer dan 10.000 ha beslaat over verschillende gemeenten.

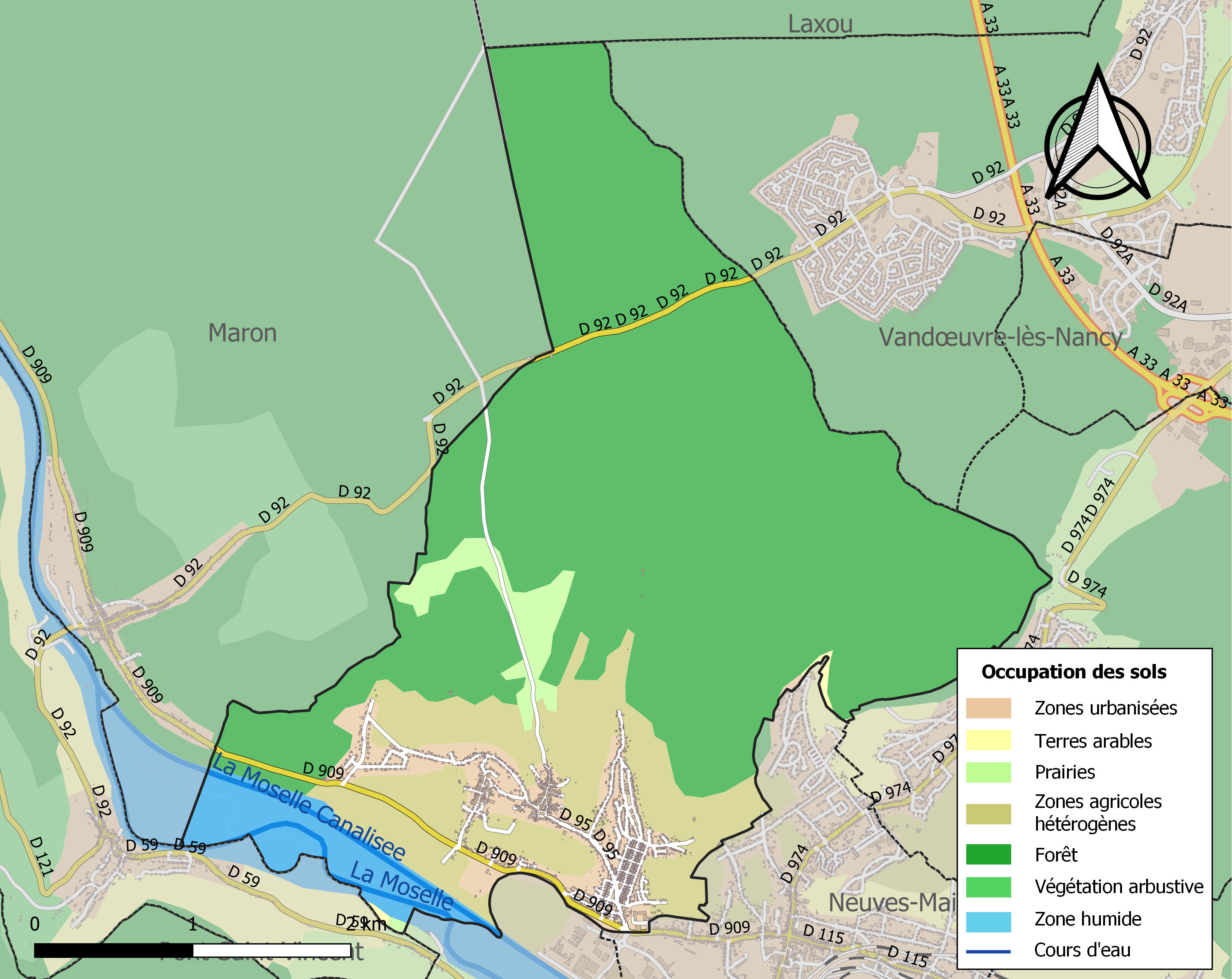
Kaart van de gemeente met de belangrijkste infrastructuur, bodemgebruik en omliggende gemeenten

## Demografie
De figuur toont het verloop van het inwonertal (bron: INSEE-tellingen).